# Vlastimil Dvořák
Vlastimil Dvořák (* 28. dubna 1952) je český politik, obchodní pilot a učitel létání, od roku 2002 zastupitel města Roudnice nad Labem (mezi lety 2002 až 2011 též radní města), dříve nestraník za ODS, později nestraník za TOP 09.

## Život
V letech 2006 až 2016 byl prezidentem Aeroklubu České republiky. Od roku 1990 je prezidentem Aeroklubu Roudnice nad Labem a šéfem mezinárodní letecké přehlídky Memorial Air Show, která se koná každé dva roky od roku 1991. Získal jedno z nejvýznamnějších ocenění Mezinárodní letecké federace (FAI) za rok 2011.
Vlastimil Dvořák žije ve městě Roudnice nad Labem na Litoměřicku.

## Politická kariéra
V komunálních volbách v roce 2002 byl zvolen jako nestraník za ODS zastupitelem města Roudnice nad Labem. Mandát zastupitele města obhájil ve volbách v letech 2006 (nestraník za ODS), 2010 (nestraník za TOP 09 na kandidátce "TOP-STAR") i 2014 (nestraník za TOP 09 na kandidátce "TOP 09 a nezávislí"). V letech 2002 až 2011 byl navíc radním města.
Ve volbách do Senátu PČR v roce 2018 měl kandidovat jako nestraník za TOP 09 v obvodu č. 29 – Litoměřice. Nakonec si však kandidaturu rozmyslel.